# Metohexital
A metohexital intravénás anesztéziában használt szer. Gyorsan, rövid ideig hat. Általános anesztéziás szerek előtt ill. a (pl. dinitrogén-oxidos) inhaláció helyettesítésére alkalmazzák sürgős vagy hosszú ideig tartó beavatkozások előtt. Hipnotikus állapot előidézésére is használatos.
A magyar piacról történt kivonásáig (2001-ig) az elektrosokk-terápia anesztéziájában referenciaszerként szerepelt. Mára kiváltotta a propofol, etomidat(en), tiopentál és a midazolam.
Kémiai szerkezete szerint a barbiturátok (a barbitursav származékai) közé tartozik.

## Hatásmód
A metohexital abban különbözik a többi barbituráttól, hogy nem tartalmaz ként. Kétszer hatásosabb a többinél, és feleannyi ideig tart a hatása. Kísérleti állatokban 24 óra múltán nem volt kimutatható a vérben. A tiobarbiturátoktól eltérően nem halmozódik fel a zsírszövetekben.
A máj oxidálja és demetilálja, a vese választja ki.

## Ellenjavallatok
A szer ellenjavallt súlyos máj- és szívbetegség esetén. Különös gonddal kell eljárni asztma vagy egyéb légzési betegségek esetén.
Ismételt kezelés esetén aluszékonyság, megnövekedett tudattalan állapotot, légzésdepressziót, szívrohamot okozhat.
A metohexital hatása összeadódik a központi idegrendszerre ható egyéb szerekkel, pl. etil-alkohollal, propilénglikol.
A metohexital véletlen artériába adása a vérlemezkék összecsapzódását és trombozist(en) okozhat. Emiatt a beadás helyén üszkösödés alakulhat ki, mely amputációhoz vezethet.

## Adagolás
Felnőtteknek csak intravénásan adható legfeljebb 1%-os töménységű oldatban. Anesztézia kiváltására adagja 1–1,5 mg/tskg, ami 5–7 percig hat. A szer 30 másodpercen belül az agyba jut, és alvást okoz. Fenntartásra 2–4 ml 1%-os oldat adandó be általában 4–7-percenként.
Izomba vagy végbélbe kizárólag csecsemőknek adható. Intramuszkuláris adagja 6,6–10 mg/tskg 5%-os oldatban; ez 2–10 perc alatt altat el. Rektálisan a 25 mg/tskg mennyiségű 1%-os oldat 5–10 perc alatt altatja el a csecsemőt.
Csak kórházi vagy ambuláns körülmények között alkalmazható, ahol lehetőség van a légzési funkciók és a szívműködés folyamatos ellenőrzésére. Mélyaltatásban a beavatkozást végzőtől különböző személynek (az altatóorvosnak) kell folyamatosan monitoroznia a páciens állapotát.
A metohexital szilárd anyag. Oldatban könnyen oxidálódik, ezért azt közvetlenül a felhasználás előtt kell elkészíteni. Szobahőmérsékleten legfeljebb 24 órán át, hűtőszekrényben egy hétig tartható el.

## Készítmények
A nemzetközi gyógyszer-kereskedelemben nátriumsó formájában:
- Brevimytal
- Brevital
- Brietal

Magyarországon a Brietal már nincs forgalomban.